# Лукас (футзальний клуб)
ФК «Лукас» — колишній український футзальний клуб з Кременчука. Заснований 1 листопада 2009 року. До 2012 року команда виступає в чемпіонаті міста, найвищим досягненням стає четверте місце у вищій лізі Кременчука. Вже після 2012 року команда достойно представляла місто в Чемпіонаті України з футзалу. Завжди збирала повні трибуни вболівальників.

## Історія
1 листопада 2009 року «Лукас» зіграв свій перший офіційний матч в 3-й лізі чемпіонату Кременчука з футзалу. Тоді з рахунком 2:1 була обіграна команда «Нафтовик-Ветеран» і саме цей день вважається датою створення лубу. У фіналі кубку третьої ліги «Лукас» обіграв команду «Лікар Айболить» з рахунком 5:0 і виграв свій перший трофей.
У квітні 2010 року компанія «Лукас» провела перший турнір «Кубок Лукаса», в якому, крім «Лукаса» брали участь кременчуцькі команди «Водоканал» і «Екоенерго», а також полтавський колектив «Далекі острови». Переможцем турніру став «Водоканал», який лише за результатом особистої зустрічі обійшов «Лукас», що став другим. Обидві команди набрали по 6 очок.
У наступному сезоні 2010-2011 рр. «Лукас» перескочив Другу лігу і взяв участь в елітному дивізіоні міста з футзалу, який тоді називався Першою лігою. У тому сезоні «Лукас» посів 4-е місце в чемпіонаті, а в кубку ім. М. Бєлих не дістався навіть до півфіналу.
У другому «Кубку Лукаса», який був проведений у Полтаві, перемогу святкувала команда «Нове життя», яка обіграла у фіналі в серії пенальті «Далекі острови». «Лукас» у грі за третє місце переміг «Водоканал». Більше «Кубок Лукаса» не проводився.
Також «Лукас» брав участь і в чемпіонаті Кременчука з пляжного футболу. У 2010 і 2011 роках «кондитери» ставали чемпіонами, а в 2012 році посіли п'яте місце.
У сезоні 2011/12 «Лукас» паралельно грав у чемпіонаті Кременчука і відкритому чемпіонаті Полтави. У першому з цих турнірів команда завоювала бронзові нагороди, а у другому опинилася на 4-му місці. Крім того, у цьому сезоні «Лукас» виграв свій перший серйозний трофей - кубок ім. М. Бєлих. У фіналі у додатковий час з рахунком 6:3 (основний час - 3:3) був обіграний студентський колектив КНУ під керівництвом Германа Десятникова. Однак результати, показані у цьому сезоні, а головне сама гра, не задовольнили керівництво команди, і незабаром Ігор Краєвський покинув тренерський місток «Лукаса».
У сезоні 2012/13 команду очолив новий наставник. Граючим тренером став один з найкращих бомбардирів за всю історію української екстра-ліги, майстер спорту - Валентин Цвелих. В цьому сезоні команда грала одразу в п'яти турнірах. У чемпіонаті Кременчука «Лукас» впевнено оформив золотий дубль, з рекордними показниками вигравши чемпіонат і не залишивши суперникам шансів у кубку ім. М. Бєлих. Валентин Цвелих отримав нагороду найкращого тренера Кременчука. У другій лізі чемпіонату України з футзалу команда впевнено перемогла у своїй зоні «Центр», але у фінальній частині у вирішальному матчі поступилася київському «Епіцентру-К3» з рахунком 5:6 і завоювала срібні нагороди. У Кубку України «кондитери» пройшли в чвертьфінал, вибивши дві команди першої ліги («СумДУ» та «Ураган-2»), але далі їх не пустив луганський «ЛТК».
Сезон 2013/14 «Лукас» розпочав в Харкові, де в листопаді 2013 року проходив турнір «Kharkiv Open Cup». У турнірі брали участь команди першої ліги: «Моноліт» (Харків), «СумДУ» (Суми), «Титан-Зоря» (Покровське), «Лукас» (Кременчук). Обігравши «СумДУ» і «Титан-Зорю», та зігравши внічию з «Монолітом» команда з Кременчука виграла цей турнір. Найкращими гравцями турніру були визнані лукасівці Сергій Прихожий і Кирило Смірнов. Завдяки вдалому виступу у сезоні 2012/13 у другій лізі команда підвищилася у класі і провела цей сезон у першій лізі, де посіла підсумкове третє місце. Це дозволило у наступному сезоні виступати в екстра-лізі. Також «кондитери» дуже вдало виступили у Кубку України, де програли в 1/2 фіналу майбутньому переможцю - львівській «Енергії» 3:6.
Сезон 2014/15 «Лукас» провів у екстра-лізі. За підсумками регулярного чемпіонату клуб посів 8-ме місце і потрапив в плей-оф, де поступився в 1/4 фіналу чинному чемпіону «Локомотиву» 0:2 в серії до двох перемог. У розіграші місць з 5-го по 8-ме відмовилися брати участь «ЛТК» і «Кардинал-Рівне», тож «Лукас» зустрівся з «Титан-Зорею» і програв 3:4, посівши підсумкове 6-те місце у чемпіонаті.
28 квітня 2015 року відбулися командні збори, на яких керівництво клубу оголосило, що у ВТК «Лукас» немає можливостей для подальшого фінансування ФК «Лукас» і він закривається.

## Останній склад команди
Відповідно до офіційного сайту станом на 28 квітня 2015 року.
| №  | Гравець             | Позиція  | Національність |
| 1  | Сергій Прихожий     | Воротар  | Україна        |
| 12 | Богдан Іванченко    | Воротар  | Україна        |
| 26 | Ігор Байдак         | Воротар  | Україна        |
| 3  | Кирило Смірнов      | Польовий | Україна        |
| 5  | Антон Тарасенко     | Польовий | Україна        |
| 6  | Євген Данилейко     | Польовий | Україна        |
| 7  | Ярослав Заворотний  | Польовий | Україна        |
| 8  | Максим Крупін       | Польовий | Україна        |
| 9  | Максим Кулька       | Польовий | Україна        |
| 10 | Євген Леміш         | Польовий | Україна        |
| 11 | Валентин Цвелих     | Польовий | Україна        |
| 17 | Андрій Маньківський | Польовий | Україна        |
| 20 | Сергій Лапа         | Польовий | Україна        |
| 21 | Тарас Рибак         | Польовий | Україна        |

## Титули і досягнення
- Бронзовий призер чемпіонату України у першій лізі: 2013/2014
- Срібний призер чемпіонату України у другій лізі: 2012/2013
- Півфіналіст Кубка України: 2013/2014
- Переможець «Kharkiv Open Cup»: 2013[8]

## Рекордсмени клубу

### Гравці з найбільшою кількістю голів
| # | Ім'я            | Період    | Екстра-ліга | Перша ліга | Друга ліга | Кубок України | Всього |
| - | --------------- | --------- | ----------- | ---------- | ---------- | ------------- | ------ |
| 1 | Валентин Цвелих | 2012-2015 | 18          | 21         | 28         | 9             | 76     |
| 2 | Максим Кулька   | 2009-2015 | 12          | 16         | 10         | 8             | 46     |
| 3 | Антон Тарасенко | 2013-2015 | 17          | 24         | 0          | 3             | 44     |
| 4 | Максим Крупін   | 2009-2015 | 2           | 9          | 13         | 7             | 31     |
| 5 | Кирило Смірнов  | 2012-2015 | 0           | 8          | 15         | 1             | 24     |
| 6 | Сергій Лапа     | 2012-2015 | 5           | 12         | 4          | 2             | 23     |